# Claviceps paspali
Claviceps paspali är en svampart som beskrevs av F. Stevens & J.G. Hall 1910. Claviceps paspali ingår i släktet Claviceps och familjen Clavicipitaceae.   Inga underarter finns listade i Catalogue of Life.